# Зейналов, Али Юсиф оглы
Али Юсиф оглы Зейналов (азерб. Əli Yusif oğlu Zeynalov; 4 апреля 1913, Салян — 4 января 1988, Баку) — азербайджанский советский актёр театра и кино, народный артист Азербайджанской ССР (1964), заслуженный артист Армянской ССР (1939), лауреат Республиканской премии имени М. Ф. Ахундова (1965).

## Биография
Родился 4 апреля 1913 года в городе Сальян в семье видного учителя, заслуженного педагога Азербайджанской ССР Юсифа Зейналова. В 1933 году окончил Бакинский театральный техникум.

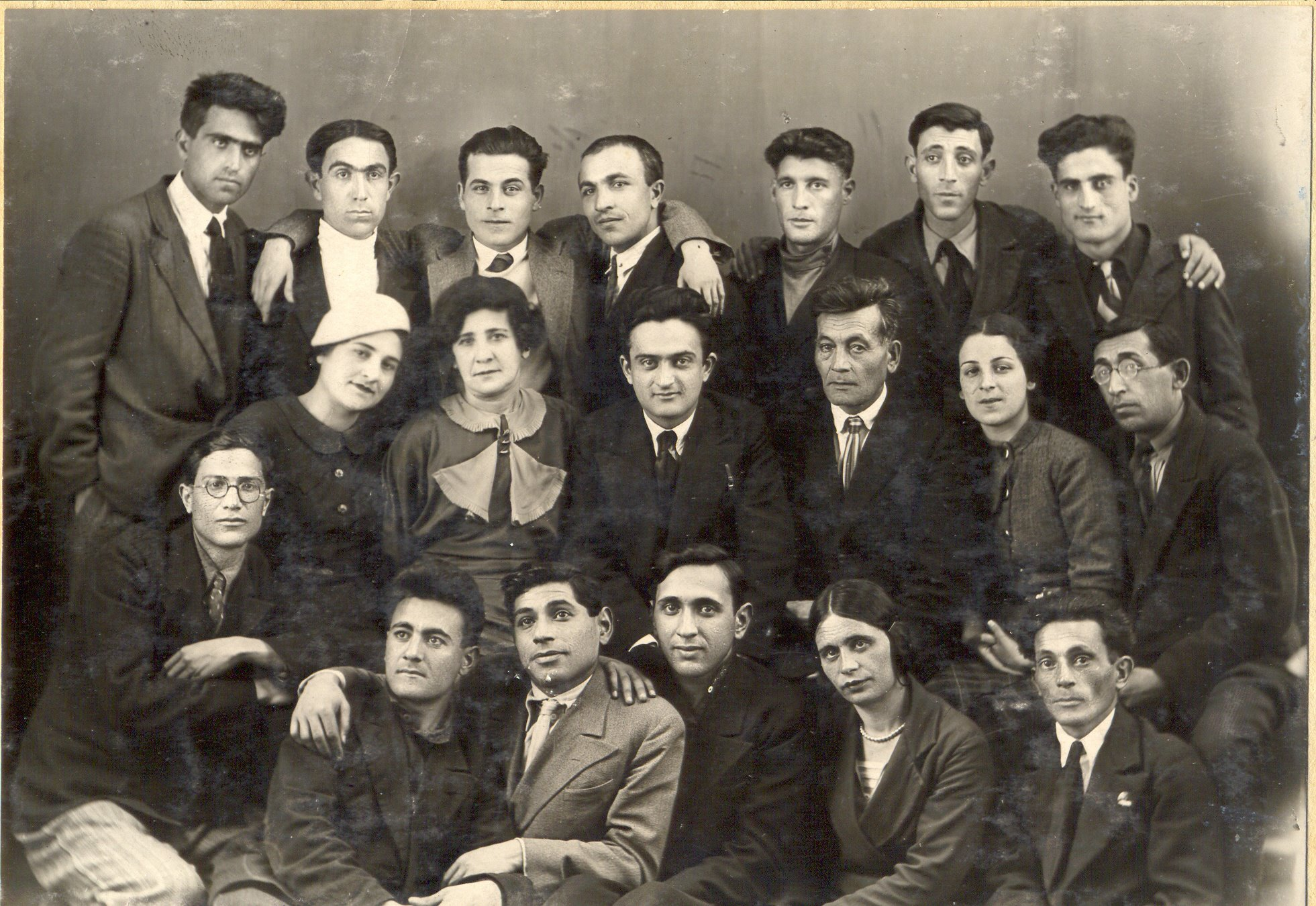
А. Зейналов (стоит 1-й справа) в творческом коллективе Ереванского азербайджанского государственного драматического театра им Дж. Джаббарлы

С 1934 по 1945 год играл на сцене Ереванского азербайджанского драматического театра имени Дж. Джаббарлы. Среди сыгранных им ролей на сцене этого театра можно назвать такие роли, как Бахши, Огтай, Айдын («В 1905 году», «Огтай Эл-оглы», «Айдын» Джафара Джаббарлы), Незнамов («Без вины виноватые» Александра Островского), Отелло, Клавдий («Отелло», «Гамлет» Уильяма Шекспира) и др. В 1939 году он был удостоен почетного звания заслуженного артиста Армянской ССР.
С 1945 по 1975 год он играл на сцене Азербайджанского государственного драматического театра имени М. Азизбекова. Лучшими сыгранными им ролями на сцене этого театра являлись Сейран («Намус» Александра Ширванзаде), Флоризель, Антоний («Зимняя сказка», «Антоний и Клеопатра» Уильяма Шекспира), Гильберт («Мария Тюдор» Виктора Гюго), Санчо («Звезда Севильи» Лопе де Вега), Ахмед Рза («Странный человек» Назыма Хикмета), Гасанзаде («Ты всегда со мной» Ильяса Эфендиева), Протасов («Живой труп» Льва Толстого).
Для творчества обладавшего прекрасным голосом мягкого тембра и чёткой дикцией актера была характерна психологическая полнота и эмоциональность. Он также был признан как мастер ораторского искусства.
Снимался в фильмах «Тени ползут» (1959), «Тайна одной крепости» (1960), «Сказание о любви» (1961), «Утро» (1961) и др.
В 1964 году он был удостоен звания народного артиста Азербайджанской ССР, а в 1965 году — был награждён республиканской премией имени М.Ф. Ахундова.
В 1973] и 1974 годах награждён Почётной грамотой Президиума Верховного Совета Азербайджанской ССР. 
Скончался в Баку.

## Фильмография
- 1948 — Вечерний концерт — закадровый голос
- 1955 — Бахтияр — Бахтияр (озвучивает)
- 1955 — Встреча — Кямиль (озвучивает)
- 1956 — Молодые металлурги — закадровый голос
- 1956 — Черные скалы — Тахир (озвучивает)
- 1956 — Не та, так эта — Сервер (озвучивает)
- 1958 — Тени ползут — Имамзаде
- 1958 — Её большое сердце — Расулов (озвучивает)
- 1958 — На дальных берегах — Мехти Гусейн-заде (Михайло) (озвучивает)
- 1958 — Мачеха — Ариф (озвучивает)
- 1959 — Настоящий друг — Фарман (озвучивает)
- 1959 — Тайна одной крепости — Симнар хан
- 1960 — Айгюн — закадровый голос
- 1960 — Утро — Абузар-бей
- 1960 — Странная история — закадровый голос
- 1960 — Приключения Моллы — шофёр
- 1961 — Лейли и Меджнун — Шейх Гашими
- 1961 — Наша улица — Фуад (озвучивает)
- 1962 — Телефонистка — Закир (озвучивает)
- 1962 — Я буду танцевать! — Махмуд Ишхоев (озвучивает)
- 1963 — Ромео, мой сосед — Ариф (озвучивает)
- 1963 — Есть и такой остров — Назым (озвучивает)
- 1965 — Непокорённый батальон — Григорий Романов (озвучивает)
- 1966 — Следствие продолжается — Сардар Азимов  (озвучивает)
- 1966 — 26 бакинских комиссаров — Степан Шаумян (озвучивает)
- 1966 — Чернушка — художник (озвучивает)
- 1967 — Почтовый ящик — председатель суда (озвучивает)
- 1967 — Поединок в горах — полковник (озвучивает)
- 1968 — Именем закона — Вахидов (озвучивает)
- 1968 — Красавицей я не была — Имран (озвучивает)
- 1968 — Последняя ночь детства — Меджнун (озвучивает)
- 1968 — Вагиф — закадровый голос
- 1972 — Жизнь испытывает нас — Гамлет (озвучивает)
- 1976 — Цена счастья — отец Закии
- 1977 — Лицом к ветру — дядя Ахмед
- 1979 — Бабек — человек Халифы Мамуна; закадровый голос
- 1981 — Послезавтра, в полночь — полковник Бартлей (озвучивает)
- 1981 — Аккорды долгой жизни — Гасан-бек Зардаби
- 1984 — Старый причал — Ибрагим (озвучивает)
- 1985 — Легенда Серебряного озера — Аббас (озвучивает)